# Johann I. (Moers-Saarwerden)
Johann I. von Moers-Saarwerden († 2. Juli 1431 bei Bulgnéville) war Graf von Saarwerden. Durch die 1419 vereinbarte Ehe mit Adelheid von Geroldseck, der Erbtochter Heinrichs von Geroldseck, kamen die rechtsrheinischen Herrschaften Lahr und Mahlberg zur Grafschaft Saarwerden. Nachkommen des Paares regierten die Grafschaft Saarwerden bis in das 16. Jahrhundert.

## Leben
Johann war der mittlere der fünf Söhne Graf Friedrichs III. von Moers und der Walburga von Saarwerden. Sein Vater konstituierte am 12. Mai 1417 durch eine testamentarische Verfügung (väterliche Disposition) einen Familienfideikommiss, um künftigen Streit zwischen seinen Söhnen zu verhüten. Das Erbteil jedes Sohnes wurde festgelegt. Friedrich IV. als Ältester sollte die Grafschaft Moers erhalten und die bisher innegehabte Grafschaft Saarwerden seinem jüngeren Bruder Johann übergeben. Das Land eines ohne männliche Nachkommen verstorbenen Sohnes sollte nach dessen Tod an den nächst älteren Bruder fallen. Keinesfalls sollte die Grafschaft Moers von Kleve „zu Lehn erkannt oder empfangen werden.“ Nach dem Tod Friedrichs III. (zwischen dem 12. Mai 1417 und dem 23. Oktober 1418) übernahm Friedrich IV. gemäß der Verfügung die Grafschaft Moers und übergab dafür die Grafschaft Saarwerden an seinen jüngeren Bruder Johann, der Propst von Sankt Kunibert in Köln war und 1418 zurücktrat.
Der Erbvertrag mit seinem Bruder Johann vom 23. Oktober 1418 legte fest, dass Friedrich sich zukünftig „Graf zu Moers und zu Saarwerden“ nennen sollte, Johann sollte sich „Graf zu Saarwerden und zu Moers“ nennen. So war jeweils der Besitz und der gegenseitige Anspruch dokumentiert. Friedrich sollte das Wappen von Moers und von Saarwerden quadriert führen, so wie er es bisher schon geführt hatte. Über das neu zu schaffende Wappen Johanns enthalten die beiden Erbverträge vom 23. Oktober 1418 unterschiedliche Angaben. Aus dem Jahr 1429 liegen Nachrichten über Differenzen zwischen Friedrich und Johann vor. Friedrich hatte an Johann verschiedene offene Geldforderungen und verlangte Genugtuung, da Johann entgegen der Erbeinigung von 1418 sich in seinen Urkunden „Graf von Moers, Graf zu Saarwerden“ nannte und in seinem Siegel die beiden Wappen von Moers und Saarwerden führte.
Die Regierungszeit Johanns war mit dem Erwerb der rechtsrheinischen Herrschaften Lahr und Mahlberg ausgefüllt. Mit den vereinbarten Zahlungen an seine jüngeren Brüder war Johann im Rückstand. Die verbliebenen saarwerdischen Güter an der mittleren Blies verpfändete Johann 1429/30 dem Kloster Wörschweiler.
Johann fand als Parteigänger Herzog Renés von Bar am 2. Juli 1431 in der Schlacht bei Bulgnéville den Tod.

## Belege
1. 1 2  Herrmann, Saarwerden, Band 1, S. 327ff., Regesten Nr. 877 und Nr. 878, beide vom 23. Oktober 1418
2. ↑  Herrmann, Saarwerden, Band 1, S. 352f., Regest Nr. 955
3. ↑  Herrmann, Saarwerden, Band 1, S. 355, Regest Nr. 965

| Personendaten    | Personendaten                  |
| ---------------- | ------------------------------ |
| NAME             | Johann I.                      |
| ALTERNATIVNAMEN  | Johann I. von Moers-Saarwerden |
| KURZBESCHREIBUNG | Graf von Saarwerden            |
| GEBURTSDATUM     | 14. Jahrhundert                |
| STERBEDATUM      | 2. Juli 1431                   |
| STERBEORT        | bei Bulgnéville                |